# Chiloglottis longiclavata
Chiloglottis longiclavata är en orkidéart som beskrevs av David Lloyd Jones. Chiloglottis longiclavata ingår i släktet Chiloglottis och familjen orkidéer. Inga underarter finns listade i Catalogue of Life.